# Joensuui repülőtér
A Joensuui repülőtér (IATA: JOE, ICAO: EFJO) Finnország egyik nemzetközi repülőtere, amely Joensuu közelében található. Éves utasforgalma 18 755 fő (2022).

## Futópályák
A repülőtér futópályái:
- 10/28 (2500 m, 52 m, aszfalt)
- 17/35 (1200 m, 18 m, aszfalt)

## Forgalom
Az utasforgalom az elmúlt években az alábbi módon változott:
| Utasok száma | 174 254 | 179 730 | 158 689 | 146 639 | 122 741 | 117 731 | 138 219 | 119 714 | 126 613 | 18 755 |
|              | 1998    | 2001    | 2003    | 2006    | 2009    | 2011    | 2014    | 2017    | 2019    | 2022   |